# هدية حسين
هدية حسين (مواليد 1956), كاتبة عراقية. نشرت العديد من الأعمال الروائية ، بما في ذلك روايات ومجموعات قصص قصيرة. ترشحت روايتها ريام وكفى للجائزة العالمية للرواية العربية وذلك في عام 2015. ترجمت أعمالها إلى العديد من اللغات الأوروبية. تعيش هدية حسين حالياً في كندا.

## الكتب المنشورة
من مؤلفاتها:   
- ”بنت الخان“، دار الفارابي، 2001.
- ”ما بعد الحب“، 2003
- ”في الطريق اليهم“، المؤسسة العربية للدراسات والنشر، 2004
- ”زجاج الوقت“، 2006
- ”مطر الله“، المؤسسة العربية للدراسات والنشر، 2008
- ”نساء العتبات“، فضاءات للنشر والتوزيع، 2010
- ”أن تخاف“، المؤسسة العربية للدراسات و النشر، 2011
- ”صخرة هيلدا“، 2013
- ”ريام وكفى“، المؤسسة العربية للدراسات والنشر، 2014
- ”ليل صاخب جدًا“، دار الذاكرة للنشر والتوزيع، 2019